# Anthony Gardner (voetballer)
Anthony Derek Gardner (Stone, 19 september 1980) is een Engels voormalig betaald voetballer die als centrale verdediger speelde. Hij stond van 2000 tot 2008 onder contract bij Tottenham Hotspur, waarvoor hij 114 wedstrijden afwerkte in de Premier League. Gardner speelde eenmalig voor het Engels voetbalelftal in 2004.

## Clubcarrière
Gardner debuteerde als betaald voetballer bij Port Vale in 1998. Twee jaar later versierde hij een overgang naar Tottenham Hotspur, dat in januari 2000 een bedrag van £ 1.000.000 neertelde. In juni 2006 verlengde Gardner zijn contract met drie seizoenen. In januari 2008 werd de centrale verdediger uitgeleend aan Everton, zonder succes. In juli 2008 werd hij gehuurd door Hull City, dat in mei 2008 voor het eerst in de clubgeschiedenis naar de Premier League was gepromoveerd. Een maand later werd Gardner definitief overgenomen van Spurs. Hij verhuisde in augustus 2011 naar Crystal Palace, dat hem vanaf september 2010 reeds huurde van Hull.
In 2014 beëindigde de boomlange Gardner (1,96 meter) zijn loopbaan bij Sheffield Wednesday, waar hij sinds 2012 speelde.

## Interlandcarrière
In 2004 werd Gardner opgeroepen voor het Engels voetbalelftal en debuteerde op 31 maart 2004 onder bondscoach Sven-Göran Eriksson tegen Zweden, een vriendschappelijke wedstrijd (1–0 verlies). Hij speelde de tweede helft en verving Jonathan Woodgate. Het was zijn enige interland.